# 31399 Susorney
31399 Susorney este o planetă minoră (asteroid), cu un diametru de 7,179 km, din centura de asteroizi. A fost descoperită pe 24 decembrie 1998 la Stația Anderson Mesa de Lowell Observatory Near-Earth-Object Search și a fost numită după Hannah C.M. Susorney⁠(d). 
Obiectul prezintă o orbită caracterizată de o semiaxă mare de 2,5918905 UAi, o excentricitate de 0,1, o înclinație de 14,66166 ° în raport cu ecliptica.